# Templo de San Agustín (La Paz)
El templo de San Agustín de La Paz es el único ejemplo de arquitectura religiosa que se conserva del periodo virreinal del siglo XVII.

## Historia y arquitectura

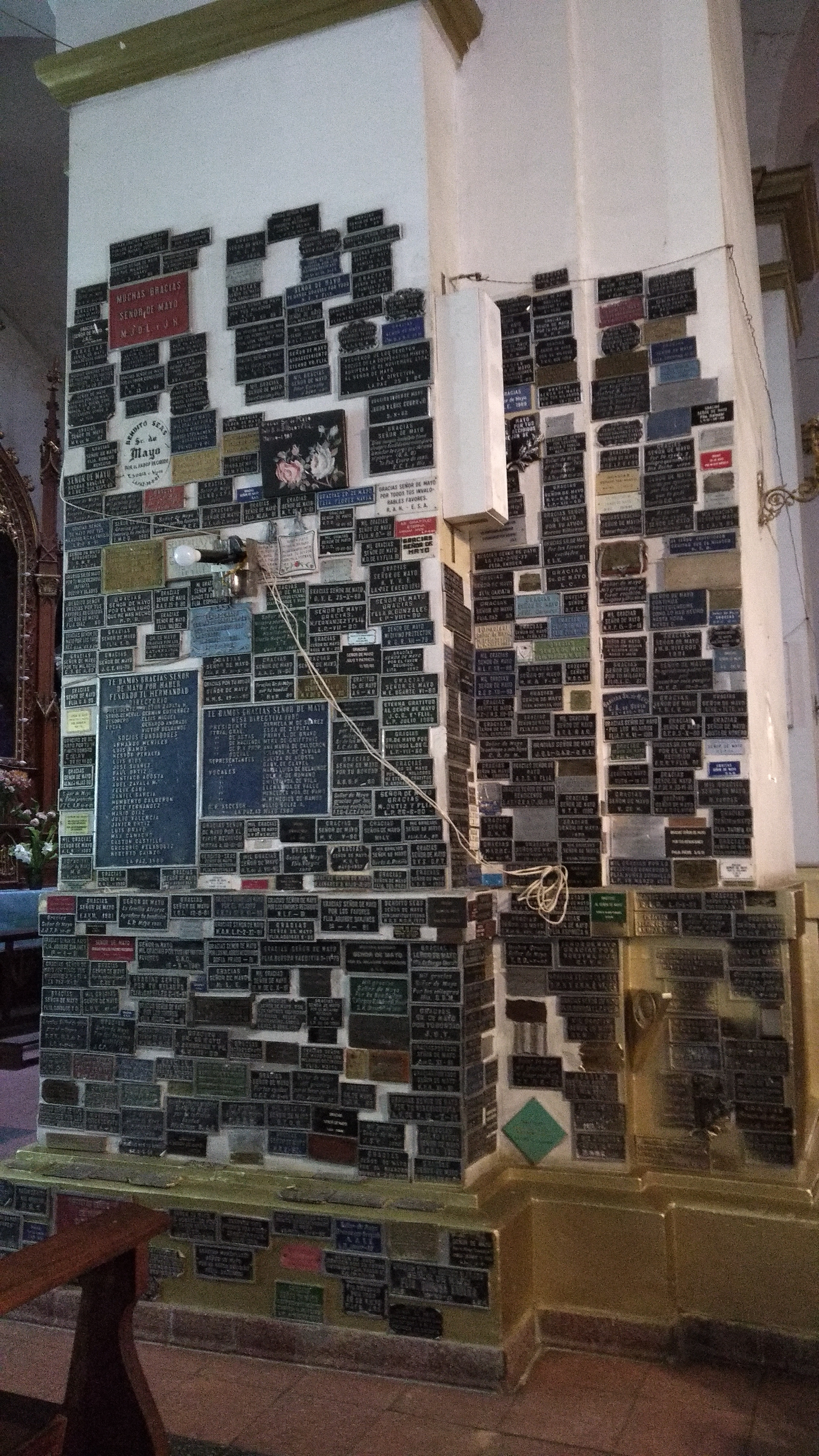

La edificación se inició en 1598, a cargo del alarife Santiago de Vaca. Su diseño comprende tres naves cubiertas por bóvedas. En el interior destaca el cielorraso sobre el altar mayor, que muestra una importante ornamentación de nervaduras góticas. Bajo el entrepiso del coro se puede apreciar un notable trabajo de tallado en madera con influencia árabe. La fachada original fue demolida junto a los claustros en el siglo XIX, quedando como único testimonio de esta parte la primitiva portada de piedra, con la fecha en que se terminó de construir (1668). Su arquitectura es modesta, y responde al gusto de la época en que fue construido. El templo San Agustín se halla ubicado en la calle Mercado, al lado del Palacio Consistorial.